# レモン (事務用品販売)

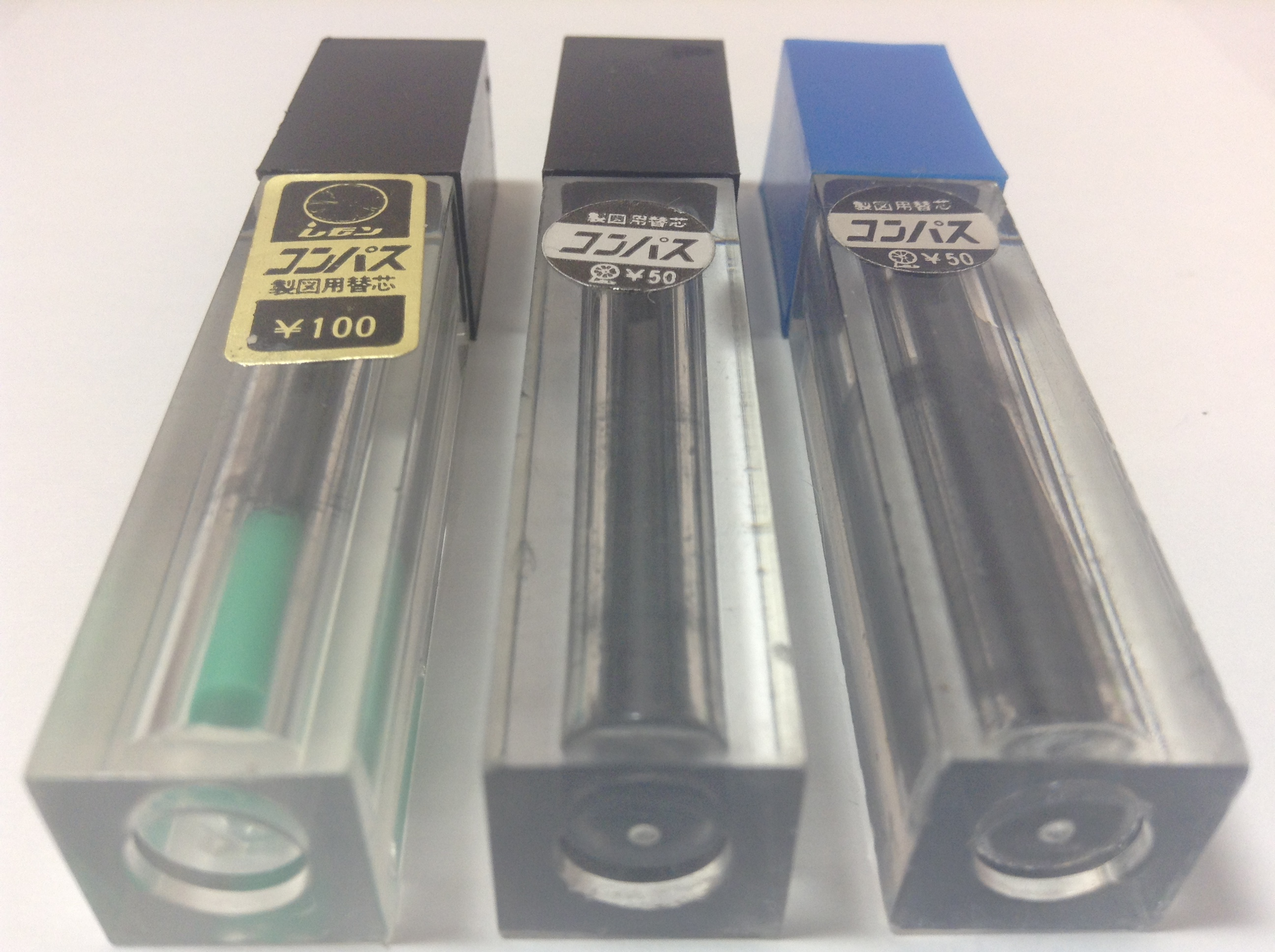
コンパス芯

レモン株式会社は、東京都北区田端にある事務用品を扱う会社である。

## 主な取り扱い商品
- シャープペンシル
  - シャープペンシルの芯
- ボールペン
- 鉛筆
- 消しゴム
- ハサミ
- 定規
- 糊

## 沿革
- 1977年（昭和52年）4月 : 東京都北区中里3丁目にて創業
- 1981年（昭和56年）11月 : 輸出入部門をレモンクリエイティブ株式会社として分離
- 1983年（昭和58年）12月 : 東京都北区田端4丁目に本社屋竣工
- 1984年（昭和59年）3月 : 大阪府東大阪市に大阪営業所開設
- 1991年（平成3年）1月 : 東京都北区田端5丁目に倉庫竣工
- 1996年（平成8年）9月 : 中国上海に事務所を開設
- 2003年（平成15年）6月 : 福岡県大野城市に九州営業所開設
- 2005年（平成17年）5月 : 新物流システム導入により全出荷ハンディターミナル検品体制整う
- 2008年（平成20年）6月 : 東京都北区田端4丁目に新本社屋竣工
- 2010年（平成22年）10月 : 千葉県流山市に流通センターを移転

## 関連会社
- レモンクリエイティブ株式会社